# Base monetaria
La base monetaria o moneta ad alto potenziale è costituita dalla moneta legale - ossia dalle banconote e dalle monete metalliche che per legge devono essere accettate in pagamento che costituiscono il "contante" - e dalle attività finanziarie convertibili in moneta legale rapidamente e senza costi, esistenti in un determinato momento nel sistema economico. Può essere anche definita diversamente, da un punto di vista macroeconomico, come l'aggregazione del circolante, monete e banconote, e delle riserve, sia libere che obbligatorie, costituite dalle banche presso la banca centrale; dal punto di vista di quest'ultima le riserve sono delle passività: il sistema bancario infatti effettua presso la Banca Centrale sia depositi liberi, che insieme al contante sono per essa passività a vista, sia depositi indisponibili ai fini di riserva obbligatoria, inoltre la Banca Centrale a fronte di idonee garanzie apre del credito alle banche e la parte non utilizzata aumenta le sue passività. 
Rappresenta la definizione più ristretta di moneta e, quindi, il più ristretto degli aggregati monetari, noto come M0.

## Creazione della base monetaria
È lo Stato che stabilisce quali sono le attività che costituiscono la propria base monetaria e i soggetti autorizzati ad emetterle. Può anche scegliere di adottare come moneta legale la valuta emessa da un altro stato in aggiunta o in sostituzione alla propria (si parla, in questi casi, di dollarizzazione, anche quando la valuta adottata non è il dollaro USA).
I soggetti che creano base monetaria ne traggono un reddito che prende il nome di signoraggio.

### Soggetti emittenti

#### Banca centrale
Nei moderni sistemi economici la base monetaria è solitamente creata dalla banca centrale. Questa aumenta la base monetaria ogni volta che acquista attività pagandole con moneta legale di sua emissione, ossia con una propria passività, e viceversa diminuisce la base monetaria quando vende le attività, ricevendo in pagamento moneta legale.
Nel caso di unione monetaria, in cui due o più paesi condividono la stessa moneta, l'emissione di moneta legale compete alla banca centrale dell'unione, che può essere posseduta dagli stati aderenti o, come nel caso della Banca centrale europea, dalle rispettive banche centrali.

#### Currency board
In alcuni paesi la moneta legale è emessa dal cosiddetto currency board. Si tratta di una particolare autorità monetaria, che può operare in sostituzione della banca centrale o parallelamente ad essa, la quale emette moneta legale convertibile in una determinata valuta estera ad un tasso di cambio fisso. Per assicurare tale convertibilità deve tenere riserve di moneta o titoli a breve termine emessi nella valuta cui il cambio viene ancorato, in misura tale da coprire l'intero ammontare della moneta in circolazione (spesso, però, detiene riserve in eccesso).

#### Altri soggetti emittenti
In passato - e in qualche ordinamento (Hong Kong, Scozia e Irlanda del Nord) ancor oggi - anche le banche potevano essere autorizzate ad emettere moneta legale, a fronte di un ugual valore di riserve di valuta estera depositate presso la banca centrale. In alcuni paesi monete metalliche o, più raramente, banconote costituenti moneta legale possono essere emesse da amministrazioni dello stato (così era in passato anche in Italia, quando il tesoro emetteva la moneta metallica e le banconote da 500 lire).

### Canali d'immissione
La base monetaria, emessa dalla banca centrale, viene immessa nell'economia attraverso diversi canali:
- la variazione delle riserve ufficiali;
- il finanziamento del tesoro;
- le operazioni di mercato aperto;
- il finanziamento delle banche.

Di questi canali l'unico a disposizione del currency board è la variazione delle riserve ufficiali, salvo detenga riserve valutarie in eccesso rispetto alla moneta in circolazione, nel qual caso può utilizzare questo eccesso per operazioni di mercato aperto.

#### Riserve ufficiali
Le riserve ufficiali sono costituite da oro, valute estere, diritti speciali di prelievo e crediti internazionali in valuta detenuti dalla banca centrale. Se un operatore si rivolge (direttamente o indirettamente, per mezzo di altre istituzioni finanziarie, quali le banche) alla banca centrale per cambiare la valuta estera in suo possesso in valuta nazionale, la banca centrale aumenta le sue riserve ufficiali in misura pari alla valuta estera che riceve e, nel contempo, aumenta la base monetaria in misura pari alla valuta nazionale che dà in cambio; il contrario avviene se un operatore cambia valuta nazionale in valuta estera. Un saldo positivo della bilancia dei pagamenti determina l'afflusso di valuta estera nell'economia e, in regime di cambi non perfettamente flessibili, l'aumento delle riserve ufficiali e della base monetaria; al contrario, un saldo negativo determina un deflusso di valuta estera e, in regime di cambi fissi, la diminuzione delle riserve ufficiali e della base monetaria.

#### Finanziamento del tesoro
Quando la banca centrale finanzia il tesoro, vuoi attraverso l'acquisto di titoli del debito pubblico sul mercato primario, ossia direttamente dallo stesso emittente (il tesoro, appunto), vuoi attraverso anticipazioni o altre modalità, aumenta la base monetaria in misura pari all'ammontare del finanziamento (cosiddetta monetizzazione del disavanzo); il tesoro, a sua volta, distribuisce la moneta così ricevuta al resto dell'economia attraverso la spesa pubblica (retribuzioni, acquisti di beni e servizi ecc.). Si tenga presente che nell'area dell'euro il finanziamento del tesoro (sul mercato primario) da parte della Banca Centrale Europea o delle banche centrali dei paesi membri è vietato dall'art. 101 del Trattato di Maastricht. Nel 2014 la BCE ha deciso di procedere all'acquisto di titoli di Stato dei paesi membri effettuando tale operazione sul mercato secondario (ampliando quindi la base monetaria) fino al riallinearsi dell'inflazione agli obiettivi programmati (intorno al 2%).

#### Operazioni di mercato aperto
Le operazioni di mercato aperto sono acquisti o vendite di titoli del debito pubblico effettuati dalla banca centrale sul mercato secondario, ossia con soggetti, diversi dall'emittente, che li avevano in precedenza acquistati. L'acquisto di titoli aumenta la base monetaria in misura pari all'ammontare pagato dalla banca centrale in cambio degli stessi, così come la vendita di titoli diminuisce la base monetaria in misura pari all'ammontare pagato alla banca centrale dagli acquirenti.

#### Finanziamento delle banche
La banca centrale può finanziare le banche attraverso varie modalità: risconti di titoli, anticipazioni ecc. Tutte le volte che effettua una di queste operazioni, la banca centrale accresce la base monetaria in misura pari all'ammontare del finanziamento; le banche, a loro volta, distribuiscono la moneta così ricevuta al resto dell'economia, principalmente attraverso operazioni di credito.

#### Controllabità dei canali d'immissione
Visto il ruolo svolto nella politica monetaria, è importante conoscere il grado di controllo che la banca centrale ha sui vari canali di immissione della base monetaria nell'economia. Al riguardo si osserva che:
- il canale delle riserve ufficiali è difficilmente controllabile, solo attraverso onerosi vincoli amministrativi sulle transazioni con l'estero. Le banche centrali, però, possono compensare le variazioni indesiderate di base monetaria generate da questo canale tramite variazioni di segno opposto determinate attraverso altri canali e, in particolare, con operazioni di mercato aperto (cosiddetta sterilizzazione);
- il canale del finanziamento al tesoro è controllabile solo se la banca centrale non è obbligata a sottoscrivere il titoli del debito pubblico non collocati sul mercato secondario o, più in generale, a finanziare il tesoro (la soppressione di tale obbligo è il cosiddetto divorzio tra banca centrale e tesoro, avvenuto in Italia nel 1981);
- il canale delle operazioni di mercato aperto è agevolmente controllabile e rappresenta uno strumento molto flessibile di politica economica, ampiamente utilizzato dalle banche centrali;
- il canale del finanziamento alle banche è solo in parte controllabile, attraverso i tassi richiesti per le operazioni di finanziamento (in particolare, il tasso ufficiale di sconto), poiché gli effetti che si possono in tal modo ottenere dipendono anche dalle reazioni delle banche.

## Base monetaria e politica monetaria
La base monetaria è uno dei principali determinanti dell'offerta di moneta, facilmente controllabile da parte delle autorità monetarie, e per questo fondamentale per lo svolgimento della politica monetaria.
L'offerta di moneta, intesa come quantità di moneta esistente in un determinato momento nel sistema economico, è pari alla moneta legale in circolazione (il circolante) più i depositi nelle banche, mentre la base monetaria, come si è detto, è pari al circolante più le riserve depositate dalle banche presso la banca centrale (ed altri eventuali depositi presso la stessa); il rapporto tra offerta di moneta e base monetaria prende il nome di moltiplicatore monetario.
Nell'ipotesi, puramente teorica, che il pubblico depositi tutta la moneta presso le banche e queste impieghino interamente le somme così raccolte per effettuare prestiti, tolto il necessario per costituire le riserve obbligatorie presso la banca centrale, il moltiplicatore monetario è pari all'inverso del coefficiente di riserva obbligatoria, ossia della quota della raccolta che le banche sono obbligate a depositare presso la banca centrale. 
Poiché però il pubblico non deposita tutto il circolante presso le banche che non impiegano tutta la raccolta, l'ammontare effettivo dei depositi è inferiore al valore massimo teorico, calcolato in base al moltiplicatore teorico e sarà tanto più inferiore ad esso quanto più basso è il costo opportunità di detenere liquidità da parte del pubblico e delle banche, a sua volta correlato ai tassi d'interesse.